# QSR J1819+3845
QSR J1819+3845 es un cuásar notable por ser la fuente de radio extragaláctica más variable conocida. Este cuásar muestra variaciones de factores de cuatro o más en una escala de tiempo de horas.
Se ha demostrado que las variaciones se deben a la dispersión en el medio interestelar (ISM). Este cuásar aportó la prueba elegante del papel de la dispersión debida al ISM, o centelleo interestelar, al mostrar un retraso en el tiempo de llegada entre la señal en telescopios distantes (en los EE. UU. y los Países Bajos).
El centelleo interestelar es el efecto observado de la interferencia y los fenómenos refractivos debidos al ISM. Puede pensarse como el ISM que enfoca y desenfoca las ondas de radio de la fuente, produciendo un patrón de parches oscuros y brillantes, más bien como parches claros y oscuros en el fondo de un estanque de peces. A medida que la Tierra se mueve a través de estos parches, observamos una variación temporal en la intensidad de la radio (como un pez nadando a través de parches claros y oscuros).
Si se supone que se aplica la teoría estándar del centelleo difractivo, las trazas de radio basadas en tierra parecen requerir que J1819+3845 contenga un componente que debe tener menos de aproximadamente 5 micro segundos de arco; esto requeriría que su temperatura sea superior a 1015 K. Sin embargo, el centelleo puede interpretarse como debido a una pieza inusual de medio interestelar intermedio.
No obstante, su importancia radica en haber demostrado la importancia del centelleo interestelar en la creación de las variaciones observadas en el brillo en al menos algunos cuásares, que fueron objeto de alguna discusión.